# Мянття
Мянття (фін. Mänttä) — колишнє місто та муніципалітет Фінляндії. 1 січня 2009 року його було об'єднано з муніципалітетом Вільппула, утворивши Мянття-Вілппула.

## Історія
Назва міста походить від старого будинку, який заснував Туомас Нійлонпойка Мянття (1570–1618) у Сяаксмякі.
Місто розташовувалося в провінції Західна Фінляндія та було частиною регіону Пірканмаа.
У 2008 році населення муніципалітету становило 6341 осіб. Площа міста становила 85,86 квадратних кілометра. Щільність населення становила 100,0 осіб на км².
Основною мовою регіону була фінська.

## Відомі уродженці
- Кейо Лійнамаа — 57-й прем'єр-міністр Фінляндії.
- Рісто Сілтанен — фінський хокеїст.

## Місто-побратим
- Старий Оскол, Росія